# Junta Liberalista d'Andalusia
la Junta Liberalista d'Andalusia (també anomenada en plural Juntes Liberalistes d'Andalusia) va ser una organització nacionalista andalusa que va substituir als anteriors Centres Andalusos, després de la seva prohibició el 1923, durant la dictadura de Primo de Rivera.
Va ser fundada el 1931 i fou la principal impulsora del procés autonomista andalús durant la Segona República Espanyola. En van formar part destacades personalitats com Blas Infante, Alfonso Lasso de la Vega, Rafael Ochoa Vila, Emilio Lemos Ortega, Juan Álvarez Ossorio, Manuel Escobar, José Llopis Sancho, Antonio Llopis Sancho, José Caballero Fernández de Labandera, José María Rufino, Luisa Garzón, Enrique Salgado i José Rodríguez Escobar. Va adoptar i popularitzar la bandera, escut i himne andalusos, que actualment són els oficials.
L'abril de 1936 la Junta va llançar una campanya a favor de l'estatut per tal de difondre el seu avantprojecte d'Estatut d'Autonomia per a Andalusia, però l'esclat de la Guerra Civil Espanyola posaria fi a les seves activitats. Amb la reinstauració de la democràcia a Espanya en els anys 70, els supervivents de la Junta Liberalista d'Andalusia es van organitzar al voltant del Partit Socialista d'Andalusia (PSA) a partir de 1978.